# 胡兰生
胡兰生（1890年—1961年），男，江苏扬州人，中国骨科专家、政治人物，曾任中国红十字会副会长、秘书长，第三、四届全国政协委员。